# Miúcha
Heloísa Maria Buarque de Hollanda (Rio de Janeiro, 30 november 1937 – aldaar, 27 december 2018), artiestennaam Miúcha, was een Braziliaanse zangeres en songwriter. Ze was de zus van Chico Buarque, de echtgenote van João Gilberto en de moeder van Bebel Gilberto. Ze werkte samen met verschillende grote Braziliaanse artiesten, waaronder João Gilberto, Antônio Carlos Jobim en Vinicius de Moraes.
In 2022 bracht regisseur Daniel Zarvos een documentaire uit over het leven van Miúcha. Deze documentaire werd vertoond op het IDFA.

## Persoonlijk leven
Heloisa Maria Buarque de Hollanda was geboren in Rio de Janeiro. Ze was het oudste kind in een gezin van zeven kinderen. Haar vader was een historicus, journalist en docent en bevriend met Vinicius de Moraes. Haar moeder, Maria Amélia Cesário Alvim, was een schilder en pianiste. In de jaren 1950 verhuisde de familie naar Rome omdat haar vader daar werk kreeg aan de universiteit. 
Als kind vormde Miúcha een zanggroep met haar broers en zussen waaronder Chico Buarque. In de jaren 1960 verhuisde ze naar Parijs om kunstgeschiedenis te studeren. Ze ging daarnaast optreden in Europa. Ze leerde Violeta Parra kennen, die haar voorstelde aan João Gilberto. Miúcha en João Gilberto trouwden in 1965 en verhuisden naar New York. Hun dochter Bebel Gilberto werd in 1966 geboren. 
Miúcha overleed in 2018 in Rio de Janeiro.

## Loopbaan
In 1975 werkte Miúcha voor het eerst mee aan een plaatopname: The Best of Two Worlds met João Gilberto en Stan Getz. In 1975 stond ze op het Newport Jazz Festival. Op dat festival gaf ze ook optredens met Stan Getz. Miúcha nam twee albums op met Tom Jobim, in 1977 en 1979. In dezelfde periode gaf ze optredens met Vinicius, Tom Jobim en Toquinho, ook hier werd een plaat van uitgebracht. In 1999 trad ze op met onder andere Toquinho en Baden Powell. 
Miúcha zong songs van songwriters als Tom Jobim, João Gilberto, Vinicius de Moraes, Aldir Blanc, Baden Powell, Toquinho en João Donato. Ook schreef ze zelf diverse songs.

## Discografie
- The Best of Two Worlds (1976) Columbia
- Miúcha & Antônio Carlos Jobim (1977) RCA Victor
- Tom/Vinicius/Toquinho/Miúcha' - Gravado ao vivo no Canecão (1977) Som Livre
- Miúcha & Tom Jobim (1979) RCA Victor
- Miúcha (1980) RCA Victor
- Miúcha' (1989) Warner/Continental
- Vivendo Vinicius ao vivo Baden Powell, Carlos Lyra, Miúcha e Toquinho (1999) BMG Brasil
- Rosa amarela (1999) BMG Brasil
- Miúcha.compositores (2002) Biscoito Fino
- Miúcha canta Vinicius & Vinicius - Música e letra (2003) Biscoito Fino
- Outros Sonhos (2007) Biscoito Fino CD
- Miucha com Tom, Vinicius e Joao (2008) Sony